# Championnat d'Euro F3000 2001
Le championnat d'Euro F3000 2001 a été remporté par le pilote brésilien Felipe Massa sur une monoplace de l'écurie Draco Junior Team.

## Règlement
- Tous les pilotes sur Lola T99/50 à moteur Zytek
- L'attribution des points s'effectue selon le barème 10,6,4,3,2,1.

## Courses de la saison 2001
| Date         | Lieu        | Vainqueur        | Nationalité | Equipe                |
| 22 avril     | Vallelunga  | Felipe Massa     | Brésil      | Draco Junior Team     |
| 6 mai        | Pergusa     | Felipe Massa     | Brésil      | Draco Junior Team     |
| 24 juin      | Monza       | Felipe Massa     | Brésil      | Draco Junior Team     |
| 12 août      | Donington   | Thomas Biagi     | Italie      | GP Racing             |
| 19 août      | Zolder      | Salvatore Tavano | Italie      | Sighinolfi Autoracing |
| 26 août      | Monza       | Felipe Massa     | Brésil      | Draco Junior Team     |
| 16 septembre | Nürburgring | Felipe Massa     | Brésil      | Draco Junior Team     |
| 7 octobre    | Valence     | Felipe Massa     | Brésil      | Draco Junior Team     |

## Classement des pilotes
| Classement | Pilote                | Pays           | Equipe                   | Nombre de points |
| ---------- | --------------------- | -------------- | ------------------------ | ---------------- |
| 1er        | Felipe Massa          | Brésil         | Draco Junior Team        | 60               |
| 2e         | Thomas Biagi          | Italie         | GP Racing                | 32               |
| 3e         | Alexander Müller      | Allemagne      | Team Ghinzani            | 26               |
| 4e         | Salvatore Tavano      | Italie         | Sighinolfi Autoracing    | 20               |
| 5e         | Vitor Meira           | Brésil         | ADM Motorsport           | 16               |
| 6e         | Alessandro Piccolo    | Italie         | Sighinolfi Autoracing    | 15               |
| 7e         | Romain Dumas          | France         | B & C Competition        | 13               |
| 8e         | Polo Villaamil        | Espagne        | Fortec Italia Motorsport | 6                |
| 9e         | Gabriele Gardel       | Suisse         | GP Racing                | 5                |
| 10e        | Etienne van der Linde | Afrique du Sud | Martello Racing          | 4                |
| 11e        | Massimiliano Busnelli | Italie         | Great Wall Racing Team   | 4                |
| 12e        | Michael Bentwood      | Royaume-Uni    | Fortec Italia Motorsport | 3                |
| 13e        | Luca Vacis            | Italie         | Draco Junior Team        | 1                |
| 13e        | Giovanni Montanari    | Italie         | B & C Competition        | 1                |
| 13e        | Yannick Schroeder     | France         | B & C Competition        | 1                |
| 13e        | Marco Cioci           | Italie         | Durango                  | 1                |